# Skarbnik (samorząd)
Skarbnik – w jednostkach samorządu terytorialnego to główny księgowy budżetu jednostki samorządu terytorialnego, np. województwa, powiatu (skarbnik powiatu), miasta (skarbnik miasta), gminy (skarbnik gminy).

## Charakterystyka
Skarbnik kieruje finansami danej jednostki samorządu terytorialnego. W sprawach z zakresu budżetu i finansów wykonuje zadania z upoważnienia odpowiednio marszałka województwa, starosty, prezydenta miasta, burmistrza lub wójta. Służy mu prawo odmowy kontrasygnaty w przypadku zaciągania zobowiązań, które nie mają pokrycia w budżecie.
Powoływany przez sejmik województwa lub radę (odpowiednio: powiatu lub gminy) na wniosek marszałka województwa, starosty (w powiecie), prezydenta miasta lub burmistrza (w gminach miejskich) lub wójta (w gminach wiejskich).
Skarbnik i sekretarz w odróżnieniu od zastępców (starosty, prezydenta miasta, burmistrza czy wójta) nie odchodzą ze stanowisk na skutek upływu kadencji. Skarbnik nie może być odwołany ze stanowiska bez zgody rady miasta lub gminy.
Zgodnie z ustawą o samorządzie gminnym nie jest funkcjonariuszem publicznym. Obowiązany jest do składania co rok oświadczenia majątkowego.